# Aeroport de Londres-Luton
L'Aeroport de Londres-Luton (codi IATA: LTN, codi OACI: EGGW) (en anglès: London Luton Airport) o antigament anomenat Aeroport Internacional de Luton és el quart aeroport més important que dona servei a Londres, després dels aeroports de Heathrow, Gatwick i Stansted. Està localitzat a Luton, dins el comtat de Bedfordshire i a 56,5 km al nord de Central London.
L'Aeroport de Londres-Luton va gestionar més de 8.738.717 passatgers durant l'any 2010, convertint-se en el cinquè aeroport més transitat del Regne Unit i el 42è més transitat d'Europa. Serveix com a base de easyJet, Monarch Airlines, Thomson Airways i Ryanair. La gran majoria de rutes que opera l'aeroport es troben a l'interior d'Europa, encara que hi ha algunes rutes xàrter i regulars a diferents destinacions del nord d'Àfrica i Àsia.